# 인도네시아 에어아시아 X
인도네시아 에어아시아 X(영어: Indonesia AirAsia X)는 인도네시아의 저가 항공사로 말레이시아의 에어아시아의 자회사에 해당됐었다. 본사는 인도네시아 발리에 위치해 있었으며 2014년에 설립했다. 또한 사용하고 있는 허브 공항으로 응우라라이 공항이 있었다. 2019년 모든 운항을 중단하였다.

## 운항 노선
- 2018년 1월 기준으로 에어아시아 그룹은 다음과 같은 노선을 운항하고 있다.

## 보유 기종
- 2019년 1월 운항중단 당시 인도네시아 에어아시아 X는 다음과 같은 기종을 보유하고 있었다.

## 같이 보기
- 에어아시아
- 에어아시아 X
- 인도네시아 에어아시아
- 인도네시아의 교통